# Lijst van Nederlandse universitaire studieverenigingen
Dit is een lijst van Nederlandse universitaire studieverenigingen.
Het primaire doel van deze studieverenigingen is een academische of wetenschappelijke functie te vervullen, namelijk het bieden aan de leden van een kader dat behulpzaam is voor het optimaal studeren en het succesvol afsluiten van de studie.
Ook op het hoger beroepsonderwijs bestaan studieverenigingen. Zie Lijst van hbo-studieverenigingen.
Onderstaande opsomming bevat de Nederlandse studieverenigingen, in sommige steden ook wel faculteitsvereniging of dispuut genoemd.
Landelijke verenigingen
- AJV - voor rechtenstudenten Open Universiteit
- EGEA - geografie
- ESTIEM - technische bedrijfskunde
- European Law Students' Association - rechten
- Foundation Real Estate Students Holland - vastgoed
- International Federation of Medical Students' Associations - the Netherlands, internationale studentenvereniging voor medische studenten, actief op alle acht medische faculteiten
- Koninklijke Nederlandse Pharmaceutische Studenten Vereniging - (bio)farmacie
- Landelijk Orgaan Onderwijskunde en Pedagogiek - onderwijskunde en pedagogische wetenschappen
- Marketing Associatie Nederland
- NGPS - Land use planning en Geography
- Studenten Physica in Nederland - natuurkunde en natuurkundige studies
- SSPN - psychologie
- Sectie Psychologie Studenten - Nederlands Instituut van Psychologen (SPS-NIP)  - Psychologie
- University College Student Representatives of the Netherlands (UCSRN)
- Vereniging van Accountancy Studenten
- Wiskunde en Informatica Studieverenigingen Overleg - wiskunde en informatica studies
- UniPartners - studievereniging voor geïnteresserden in consultancy
- Studenten Geschiedenis Nederland (SGN) - Geschiedenis

## Amsterdam
| Vereniging                                                                                  | Oprichtingsdatum | Status    | Doelgroep/Instituut | Koepelorganisatie/Netwerk                                       | Ledental  | Afbeelding |
| ------------------------------------------------------------------------------------------- | ---------------- | --------- | --- | --------------------------------------------------------------- | --------- | ---------- |
| Aureus                                                                                      | 1994             | Actief    | Vrije Universiteit Amsterdam - Faculteitsvereniging Economie en Bedrijfswetenschappen                                                         |                                                                 | 4500      |            |
| Aik                                                                                         | 1980             | Gefuseerd | Vrije Universiteit Amsterdam - Natuurkunde en sterrenkunde                                                                                    |                                                                 |           |            |
| Althusius                                                                                   |                  |           | Vrije Universiteit Amsterdam - Rechtsfilosofie (samen met de UvA)                                                                             |                                                                 |           |            |
| Amsterdams Chemisch Dispuut                                                                 | 7 nov. 1945      | actief    | Universiteit van Amsterdam en Vrije Universiteit Amsterdam - Scheikunde                                                                       |                                                                 | 450       |            |
| Anguilla                                                                                    |                  |           | Vrije Universiteit Amsterdam - Gezondheid en Leven                                                                                            |                                                                 |           |            |
| ASAR                                                                                        | 2014             | actief    | Universiteit van Amsterdam en Vrije Universiteit Amsterdam - Arbeidsrecht                                                                     |                                                                 | 350       |            |
| CICERO                                                                                      |                  |           | Vrije Universiteit Amsterdam - Pleitgezelschap                                                                                                |                                                                 |           |            |
| CDP                                                                                         |                  |           | Vrije Universiteit Amsterdam - Criminologie en strafrechtstoepassing                                                                          |                                                                 |           |            |
| Digi Juridica                                                                               | 2015             | actief    | Vrije Universiteit Amsterdam - Intellectuele eigendom en IT-recht                                                                             |                                                                 |           |            |
| EOS                                                                                         | 1996             | Actief    | Vrije Universiteit Amsterdam - Sociale wetenschappen                                                                                          |                                                                 | 2000      |            |
| EUtopia                                                                                     |                  |           | Vrije Universiteit Amsterdam - Europees Recht                                                                                                 |                                                                 |           |            |
| Favervuta                                                                                   |                  |           | Vrije Universiteit Amsterdam - Tandheelkunde                                                                                                  |                                                                 |           |            |
| Forum Romanum                                                                               |                  |           | Vrije Universiteit Amsterdam - Romeins recht en Europese rechtsgeschiedenis                                                                   |                                                                 |           |            |
| FSA                                                                                         |                  |           | Vrije Universiteit Amsterdam - Economische studies                                                                                            |                                                                 |           |            |
| FSVU                                                                                        |                  |           | Vrije Universiteit Amsterdam - Fiscaal recht                                                                                                  |                                                                 |           |            |
| GeoVUsie                                                                                    | 18 dec. 1980     | Actief    | Vrije Universiteit Amsterdam - Aardwetenschappen en Aarde en economie                                                                         |                                                                 | 700       |            |
| Gyrinus natans                                                                              | 22 okt. 1953     | Actief    | Vrije Universiteit Amsterdam - Levenswetenschappen                                                                                            |                                                                 | 1000      |            |
| Icarus                                                                                      |                  |           | Vrije Universiteit Amsterdam - Wijsbegeerte, Theologie en Religie & Levensbeschouwing                                                         |                                                                 |           |            |
| KalioPPE                                                                                    |                  | Actief    | Vrije Universiteit Amsterdam - Philosophy, Politics and Economics                                                                             |                                                                 |           |            |
| Kitsch                                                                                      |                  |           | Vrije Universiteit Amsterdam - Kunstgeschiedenis                                                                                              |                                                                 |           |            |
| Kraket                                                                                      | 14 juli 1972     | Actief    | Vrije Universiteit Amsterdam - Econometrie | Landelijk Orgaan der Econometrische Studieverenigingen (LOES)   | 500       |            |
| Koinon                                                                                      |                  | Gefuseerd | Vrije Universiteit Amsterdam - Oudheidkunde en Griekse en Latijnse Taal en Cultuur                                                            |                                                                 |           |            |
| Marketing Associatie Amsterdam                                                              |                  |           | Vrije Universiteit Amsterdam - Marketing Associatie Amsterdam                                                                                 |                                                                 |           |            |
| Mens                                                                                        | 15 juli 2001     | Actief    | Vrije Universiteit Amsterdam - Medische natuurwetenschappen                                                                                   | 500                                                             |           |            |
| Merlijn                                                                                     |                  |           | Vrije Universiteit Amsterdam - Geschiedenis                                                                                                   |                                                                 |           |            |
| Medische Faculteitsvereniging VUmc                                                          | 8 okt. 1951      | Actief    | Vrije Universiteit Amsterdam - Geneeskunde |                                                                 | 2500      |            |
| Paragone                                                                                    |                  |           | Vrije Universiteit Amsterdam - Algemene Cultuurwetenschappen: Woord en Beeld                                                                  |                                                                 |           |            |
| QBDBD                                                                                       | 14 nov. 1891     |           | Vrije Universiteit Amsterdam - Rechten | Landelijk Overleg der Juridische Faculteitsverenigingen (LOJFV) |           |            |
| SABA                                                                                        |                  | Actief    | Vrije Universiteit Amsterdam - Business Analytics                                                                                             |                                                                 |           |            |
| Salus                                                                                       |                  |           | Vrije Universiteit Amsterdam - Gezondheidswetenschappen                                                                                       |                                                                 |           |            |
| SEHSO Amsterdam                                                                             | 2021             | Actief    | Vrije Universiteit Amsterdam, Universiteit van Amsterdam, Hogeschool van Amsterdam en Hogeschool Inholland - Geneeskunde en HBO-Verpleegkunde |                                                                 |           |            |
| SPS NIP                                                                                     |                  |           | Vrije Universiteit Amsterdam - Psychologie |                                                                 |           |            |
| STORM                                                                                       |                  | Actief    | Vrije Universiteit Amsterdam - Wiskunde, Computer Science, Lifestyle Informatics, Informatie Multimedia en Management                         | WISO                                                            | 500 - 600 |            |
| Subliem                                                                                     |                  |           | Vrije Universiteit Amsterdam - Science, Business and Innovation                                                                               |                                                                 |           |            |
| Underground                                                                                 |                  | Gefuseerd | Vrije Universiteit Amsterdam - Archeologie |                                                                 |           |            |
| VCSVU                                                                                       | 1 okt. 1964      | Actief    | Vrije Universiteit Amsterdam - Farmaceutische wetenschappen                                                                                   |                                                                 |           |            |
| VIB                                                                                         |                  |           | Vrije Universiteit Amsterdam - Bewegingswetenschappen                                                                                         |                                                                 |           |            |
| VSPVU                                                                                       |                  |           | Vrije Universiteit Amsterdam - Psychologie en pedagodiek                                                                                      |                                                                 |           |            |
| V.I.V.A.                                                                                    | 21 feb. 1967     |           | Vrije Universiteit Amsterdam - Notarieel recht                                                                                                | Broederschap der Notariële Studenten                            |           |            |
| VIOR                                                                                        |                  |           | Vrije Universiteit Amsterdam - Bedrijfsrecht                                                                                                  |                                                                 |           |            |
| Wilde                                                                                       |                  |           | Vrije Universiteit Amsterdam - Moderne Talen & Culturen en CIW                                                                                |                                                                 |           |            |
| Amsterdams Chemisch Dispuut                                                                 |                  |           | Universiteit van Amsterdam - Scheikunde (Joint Degree met VU)                                                                                 |                                                                 | 450       |            |
| Aerius                                                                                      |                  |           | Universiteit van Amsterdam - Aviation |                                                                 |           |            |
| Akrites                                                                                     |                  |           | Universiteit van Amsterdam - Nieuwgriekse Taal en Cultuur                                                                                     |                                                                 |           |            |
| ALPHA                                                                                       |                  |           | Universiteit van Amsterdam - Faculteitsvereniging Geesteswetenschappen                                                                        |                                                                 |           |            |
| Althusius                                                                                   |                  |           | Universiteit van Amsterdam - Rechtsfilosofie (samen met de VU)                                                                                |                                                                 |           |            |
| AmFiBi                                                                                      |                  |           | Universiteit van Amsterdam - Wijsbegeerte |                                                                 |           |            |
| ARS Notoria                                                                                 |                  |           | Universiteit van Amsterdam - Religiestudies                                                                                                   |                                                                 |           |            |
| Asafier                                                                                     |                  |           | Universiteit van Amsterdam - Arabische Taal en Cultuur                                                                                        |                                                                 |           |            |
| CASA                                                                                        |                  |           | Universiteit van Amsterdam - Culturele Antropologie                                                                                           |                                                                 |           |            |
| Cercle d'Amis                                                                               |                  |           | Universiteit van Amsterdam - Franse Taal en Cultuur                                                                                           |                                                                 |           |            |
| Comenius                                                                                    |                  |           | Universiteit van Amsterdam - Pedagogiek en Onderwijskunde                                                                                     |                                                                 |           |            |
| Congo                                                                                       | 3 apr. 1919      | Actief    | Universiteit van Amsterdam - Biologie, Biomedische Wetenschappen en Psychobiologie                                                            |                                                                 | 2000      |            |
| Convivio                                                                                    |                  |           | Universiteit van Amsterdam - Italiaanse Taal en Cultuur                                                                                       |                                                                 |           |            |
| Etc.                                                                                        |                  |           | Universiteit van Amsterdam - Engelse Taal en Cultuur                                                                                          |                                                                 |           |            |
| ELSA Amsterdam                                                                              |                  |           | Universiteit van Amsterdam - Rechten |                                                                 |           |            |
| Fabula Rasa                                                                                 |                  |           | Universiteit van Amsterdam - Literatuurwetenschap                                                                                             |                                                                 |           |            |
| Farang                                                                                      |                  |           | Universiteit van Amsterdam - Azië studies |                                                                 |           |            |
| Favervuta                                                                                   |                  |           | Universiteit van Amsterdam - Tandheelkunde |                                                                 |           |            |
| FSA                                                                                         |                  |           | Universiteit van Amsterdam - Economische studies                                                                                              |                                                                 |           |            |
| GAOS                                                                                        |                  |           | Universiteit van Amsterdam - Aardwetenschappen                                                                                                |                                                                 |           |            |
| G.R.O.T.I.U.S.                                                                              |                  |           | Universiteit van Amsterdam - Rechten |                                                                 |           |            |
| Helios                                                                                      |                  |           | Universiteit van Amsterdam - Nederlandse taal en cultuur                                                                                      |                                                                 |           |            |
| Juridische Faculteitsvereniging Amsterdam                                                   |                  |           | Universiteit van Amsterdam - Rechten | Landelijk Overleg der Juridische Faculteitsverenigingen (LOJFV) |           |            |
| Kanvas                                                                                      |                  |           | Universiteit van Amsterdam - Kunstgeschiedenis                                                                                                |                                                                 |           |            |
| Kleio                                                                                       | 1929             | Actief    | Universiteit van Amsterdam - Geschiedenis en Kunstgeschiedenis                                                                                |                                                                 | 900       |            |
| C.C.A.c.N.P Laverna                                                                         | 1993             | Actief    | Universiteit van Amsterdam - Griekse en Latijnse Taal en Cultuur                                                                              |                                                                 |           |            |
| Los Guiris                                                                                  |                  |           | Universiteit van Amsterdam - Spaanse Taal en Cultuur                                                                                          |                                                                 |           |            |
| Marketing Associatie Amsterdam                                                              |                  |           | Universiteit van Amsterdam - Marketing Associatie Amsterdam                                                                                   |                                                                 |           |            |
| Machiavelli                                                                                 | 1964             | Actief    | Universiteit van Amsterdam - Politicologie |                                                                 | 1800      |            |
| Maecenas                                                                                    |                  |           | Universiteit van Amsterdam - Algemene Cultuurwetenschappen                                                                                    |                                                                 |           |            |
| Marketing Associatie Amsterdam                                                              |                  |           | Universiteit van Amsterdam - Marketing |                                                                 |           |            |
| Mercurius                                                                                   | 1988             | Actief    | Universiteit van Amsterdam - Communicatiewetenschap                                                                                           |                                                                 | 700       |            |
| MFAS                                                                                        |                  |           | Universiteit van Amsterdam - Geneeskunde |                                                                 |           |            |
| MIKpunt                                                                                     |                  |           | Universiteit van Amsterdam - Medische Informatiekunde                                                                                         |                                                                 |           |            |
| M.P. Vrij                                                                                   |                  |           | Universiteit van Amsterdam - Strafrechtelijke Studievereniging                                                                                |                                                                 |           |            |
| NSA                                                                                         | 1981             | Actief    | Universiteit van Amsterdam - Natuur- en sterrenkunde en wiskunde                                                                              | SPIN, WISO                                                      |           |            |
| Nieuwe Doelen                                                                               |                  |           | Universiteit van Amsterdam - Theaterwetenschap                                                                                                |                                                                 |           |            |
| Nordom                                                                                      |                  |           | Universiteit van Amsterdam - Scandinavistiek                                                                                                  |                                                                 |           |            |
| Off-Screen                                                                                  |                  |           | Universiteit van Amsterdam - Mediastudies |                                                                 |           |            |
| Pegasus                                                                                     |                  |           | Universiteit van Amsterdam - Algemene Sociale Wetenschappen (voorheen Gedrag en Samenleving)                                                  |                                                                 |           |            |
| Porta Adriani                                                                               |                  |           | Universiteit van Amsterdam - Fiscaal Recht en Fiscale Economie                                                                                |                                                                 |           |            |
| Radost                                                                                      |                  |           | Universiteit van Amsterdam - Slavistiek, Roemeens en Oost-Europese studies                                                                    |                                                                 |           |            |
| Ragtime                                                                                     |                  |           | Universiteit van Amsterdam - Muziekwetenschap                                                                                                 |                                                                 |           |            |
| Rolandinus Passeggeri                                                                       | 1 nov. 1940      | Actief    | Universiteit van Amsterdam - Notarieel Recht                                                                                                  |                                                                 | 75        |            |
| Sarphati                                                                                    |                  |           | Universiteit van Amsterdam - Sociale Geografie en Planologie                                                                                  |                                                                 |           |            |
| Sechel                                                                                      |                  |           | Universiteit van Amsterdam - Hebreeuwse Taal en Cultuur                                                                                       |                                                                 |           |            |
| Sefa                                                                                        | 1922             | Actief    | Universiteit van Amsterdam - Economie en Bedrijfskunde                                                                                        |                                                                 | 4500      |            |
| SFEER (Studievereniging Fiscale Economie En Recht)                                          | 23 apr. 2015     | Actief    | Universiteit van Amsterdam - Fiscale Economie en Fiscaal Recht                                                                                |                                                                 | 450       |            |
| Sociologisch EpiCentrum                                                                     |                  |           | Universiteit van Amsterdam - Sociologie |                                                                 |           |            |
| SES                                                                                         |                  |           | Universiteit van Amsterdam - Europese Studies                                                                                                 |                                                                 |           |            |
| Sowieso                                                                                     |                  |           | Universiteit van Amsterdam - Duitse Taal & Cultuur                                                                                            |                                                                 |           |            |
| Spectrum                                                                                    | 1996             | Actief    | Universiteit van Amsterdam - Bèta-gamma en Future Planet Studies                                                                              |                                                                 | 700       |            |
| Synkratos                                                                                   | 2014             | Actief    | Universiteit van Amsterdam en Vrije Universiteit Amsterdam - Archeologie en Oudheidwetenschappen                                              |                                                                 |           |            |
| Trilithon                                                                                   |                  | Gefuseerd | Universiteit van Amsterdam - Archeologie en Prehistorie                                                                                       |                                                                 |           |            |
| VASA                                                                                        |                  |           | Universiteit van Amsterdam - Amerikanistiek                                                                                                   |                                                                 |           |            |
| via                                                                                         | 2001             | Actief    | Universiteit van Amsterdam - Informatiewetenschappen                                                                                          | WISO                                                            | 1800      |            |
| VOS                                                                                         |                  |           | Universiteit van Amsterdam - Taalwetenschap en Nederlandse Gebarentaal                                                                        |                                                                 |           |            |
| VSAE                                                                                        |                  |           | Universiteit van Amsterdam - Actuariaat en Econometrie & Operationele Research                                                                |                                                                 |           |            |
| VSPA                                                                                        | 14 mei 1941      | Actief    | Universiteit van Amsterdam - Psychologie |                                                                 | 2500      |            |
| VSPVU Vereniging Studenten Psychologie en Pedagogiek aan de Vrije Universiteit te Amsterdam | 1947             | Actief    | Vrije Universiteit van Amsterdam - Psychologie en Pedagogiek                                                                                  |                                                                 | 2500      |            |
| VIAE                                                                                        |                  |           | Universiteit van Amsterdam - Internationale Economie                                                                                          |                                                                 |           |            |
| Wees                                                                                        |                  |           | Universiteit van Amsterdam - Wetenschapsdynamica                                                                                              |                                                                 |           |            |

## Technische Universiteit Delft
| Vereniging                                     | Oprichtingsdatum | Status    | Doelgroep/Instituut | Koepelorganisatie/Netwerk | Ledental | Afbeelding |
| ---------------------------------------------- | ---------------- | --------- | --- | ------------------------- | -------- | ---------- |
| Scheepsbouwkundig Gezelschap "William Froude"  | 17 november 1903 | Actief    | Technische Universiteit Delft - Maritieme Techniek                                                                                           |                           | 900      |            |
| Betondispuut                                   | 1970             | Gefuseerd | Technische Universiteit Delft - Masterrichting Structural Engineering (Civiele Techniek)                                                     |                           |          |            |
| Building Organisation Students Society (BOSS)  |                  |           | Technische Universiteit Delft - Real Estate and Housing                                                                                      |                           |          |            |
| Christiaan Huygens                             | 6 maart 1957     | actief    | Technische Universiteit Delft - Wiskunde en informatica                                                                                      |                           |          |            |
| S.V.T.B. Curius                                | 19 maart 1993    | actief    | Technische Universiteit Delft - Technische Bestuurskunde                                                                                     |                           | 2000     |            |
| Delftsche Management Studentenvereniging (DMS) |                  |           | Technische Universiteit Delft - Interfacultair                                                                                               |                           |          |            |
| Dispuut Utiliteitsbouw                         | 1987             | Gefuseerd | Technische Universiteit Delft - Masterrichting Building Engineering (Civiele Techniek)                                                       |                           |          |            |
| U-BASE                                         | 2015             | Actief    | Technische Universiteit Delft - Masterrichtingen Building en Structural Engineering (Civiele Techniek)                                       |                           | 250      |            |
| Dispuut Verkeer                                | 1990             | Actief    | Technische Universiteit Delft - Masterrichtingen Transport & Planning, Road & Railway Engineering en Transport, Infrastructure and Logistics |                           | 650      |            |
| Dispuut Watermanagement                        |                  |           | Technische Universiteit Delft - Civiele Techniek richting waterbeheer                                                                        |                           |          |            |
| Electrotechnische Vereeniging                  | 26 maart 1906    | Actief    | Technische Universiteit Delft - Elektrotechniek                                                                                              |                           |          |            |
| EUROAVIA Delft                                 | 1959             | Actief    | Technische Universiteit Delft - Luchtvaart- en ruimtevaarttechniek                                                                           | EUROAVIA                  | 150      |            |
| Gezelschap Leeghwater                          | 1867             | Actief    | Technische Universiteit Delft - Werktuigbouwkunde                                                                                            |                           |          |            |
| Leonardo da Vinci                              | 1945             | Actief    | Technische Universiteit Delft - Luchtvaart- en ruimtevaarttechniek                                                                           |                           | 2400     |            |
| ID                                             | 14 juni 1973     | Actief    | Technische Universiteit Delft - Industrieel ontwerpen                                                                                        |                           | 2800     |            |
| LIFE                                           |                  |           | Technische Universiteit Delft - Life science and technology (i.s.m. Leiden)                                                                  |                           |          |            |
| Mijnbouwkundige Vereeniging                    | 1 oktober 1892   | Actief    | Technische Universiteit Delft - Mijnbouwkunde                                                                                                |                           |          |            |
| De Ondergrondse                                |                  |           | Technische Universiteit Delft - dispuut Geo-Engineering                                                                                      |                           |          |            |
| Practische Studie                              | 1894             | Actief    | Technische Universiteit Delft - Civiele techniek                                                                                             |                           | 1700     |            |
| Snellius                                       | 29 november 1940 | Opgeheven | Technische Universiteit Delft - Geodesie |                           |          |            |
| SSVOBB                                         | 19 januari 1990  | Actief    | Technische Universiteit Delft - Luchtvaart- en ruimtevaarttechniek                                                                           |                           |          |            |
| Stylos                                         | 13 februari 1894 | Actief    | Technische Universiteit Delft - Bouwkunde |                           | 2200     |            |
| Technologisch Gezelschap                       | 1890             | Actief    | Technische Universiteit Delft - Scheikundige technologie, bioprocestechnologie en sustainable molecular science and technology               |                           |          |            |
| Tubalkaïn                                      | 25 november 1952 | Opgeheven | Technische Universiteit Delft - Materiaalkunde                                                                                               |                           |          |            |
| S.V.N.B. Hooke                                 | 20 november 2014 | Actief    | Technische Universiteit Delft - Bachelor Nanobiology, Master Nanobiology                                                                     |                           |          |            |
| S.V.K.T. Variscopic                            | 15 april 2014    | Actief    | Technische Universiteit Delft - Bachelor Klinische Technologie, Master Technical Medicine                                                    |                           |          |            |
| VvTP                                           | 2 december 1932  | actief    | Technische Universiteit Delft - Bachelor technische natuurkunde, masters applied physics en nanoscience                                      |                           |          |            |

## Technische Universiteit Eindhoven
| Vereniging                     | Oprichtingsdatum  | Status              | Doelgroep/Instituut                                    | Koepelorganisatie/Netwerk | Ledental | Afbeelding |
| ------------------------------ | ----------------- | ------------------- | ------------------------------------------------------ | ------------------------- | -------- | ---------- |
| AnArchi                        | 14 september 2009 | Actief              | TU/e - Architecture                                    | CHEOPS                    |          |            |
| Atmos                          | 8 juni 2021       | Actief              | TU/e - Metaforum                                       |                           |          |            |
| CHEOPS                         | 12 december 1985  | Actief              | TU/e - Built Environment                               | FSE                       | 1800     |            |
| D.S.A. Pattern                 | 12 mei 2017       | Actief              | TU/e - Data Science                                    | FSE                       |          |            |
| Flux                           |                   | Opgegaan in Mollier | TU/e - Building Physics                                |                           |          |            |
| GEWIS                          | 28 juni 1982      | Actief              | TU/e - Wiskunde en Informatica                         | FSE                       |          |            |
| Industria                      | 1963              | Actief              | TU/e - Technische Bedrijfskunde                        | FSE                       | 1100     |            |
| Intermate                      |                   |                     | TU/e - Technische Innovatiewetenschappen               | FSE                       |          |            |
| T.S.V. 'Jan Pieter Minckelers' | 6 december 1957   | Actief              | TU/e - Scheikundige technologie                        | FSE, OSTS, SOCTeC         |          |            |
| SVTN "J.D. van der Waals"      | 6 oktober 1960    | Actief              | TU/e - Technische natuurkunde                          | FSE, SPIN                 | 600      |            |
| KOers                          | 21 december 1978  | Actief              | TU/e - Structural Engineering & Design                 | CHEOPS                    | 300      |            |
| Lucid                          | 10 januari 2002   | Actief              | TU/e - Industrial design                               | FSE                       |          |            |
| MATUE De Marketeer             |                   |                     | TU/e - Marketing                                       |                           |          |            |
| Mollier                        | 1996              | Actief              | TU/e - Building Physics and Services                   | CHEOPS                    |          |            |
| of CoUrsE!                     |                   | Actief              | TU/e - Construction Management and Engineering         | CHEOPS                    |          |            |
| SvBMT Protagoras               | 7 december 1988   | Actief              | TU/e - Biomedische technologie                         | FSE                       | 1200     |            |
| SERVICE                        | 1992              | Actief              | TU/e - Urban Systems and Real Estate                   | CHEOPS                    |          |            |
| W.S.V. Simon Stevin            | 30 oktober 1957   | Actief              | TU/e - Werktuigbouwkunde                               | FSE                       | 1600     |            |
| SUPport                        |                   | Inactief sinds 2019 | TU/e - Building Technology and Construction Technology | CHEOPS                    |          |            |
| e.t.s.v. Thor                  | 28 november 1957  | Actief              | TU/e - Electrical Engineering en Automotive Technology | FSE                       |          |            |
| VIA Stedebouw                  |                   | Actief              | TU/e - Urban Design and Planning                       | CHEOPS                    |          |            |

## Universiteit Twente
| Vereniging              | Oprichtingsdatum  | Status                         | Doelgroep/Instituut | Koepelorganisatie/Netwerk | Ledental | Afbeelding |
| ----------------------- | ----------------- | ------------------------------ | --- | ------------------------- | -------- | ---------- |
| W.S.G. Abacus           | 19 november 1969  | Actief                         | Universiteit Twente - Technische Wiskunde                                                                                     | WISO                      | 650      |            |
| C.T.S.G. Alembic        | 29 maart 1965     | Actief                         | Universiteit Twente - Scheikundige Technologie                                                                                |                           |          |            |
| S.V. Arago              | 30 november 1970  | Actief                         | Universiteit Twente - Technische Natuurkunde                                                                                  | SPIN                      | 500      |            |
| S.A. Astatine           |                   | Actief                         | Universiteit Twente - Advanced Technology                                                                                     |                           |          |            |
| S.A. Atlantis           | 20 november 2013  | Actief                         | Universiteit Twente - ATLAS University College                                                                                |                           |          |            |
| Communiqué              |                   | Actief                         | Universiteit Twente - CommunicatieWetenschap                                                                                  |                           | 300      |            |
| ConcepT                 |                   | Actief                         | Universiteit Twente - Civiele Techniek                                                                                        |                           |          |            |
| S.G. Daedalus           | 8 april 2002      | Actief                         | Universiteit Twente - Industrieel Ontwerpen                                                                                   |                           | 750      |            |
| Dimensie                |                   | Actief                         | Universiteit Twente - Psychologie                                                                                             | SSPN                      | 850      |            |
| S.V. Inbitween          | 11 december 2007  | In opheving sinds januari 2019 | Universiteit Twente - Bedrijfsinformatietechnologie                                                                           |                           | 200      |            |
| I.C.T.S.V. Inter-Actief | 12 maart 1981     | Actief                         | Universiteit Twente - Informatica en Bedrijfsinformatietechnologie                                                            | WISO                      | 1400     |            |
| W.S.G. Isaac Newton     | 30 september 1965 | Actief                         | Universiteit Twente - Werktuigbouwkunde                                                                                       |                           | 1400     |            |
| Ockham                  |                   | Actief                         | Universiteit Twente - Honoursprogramma                                                                                        |                           |          |            |
| Onwijs                  |                   | Actief                         | Universiteit Twente - Onderwijskunde                                                                                          |                           |          |            |
| Paradoks                |                   | Actief                         | Universiteit Twente - Biomedische Technologie en Technische Geneeskunde                                                       |                           |          |            |
| S.A. Proto              | 20 april 2011     | Actief                         | Universiteit Twente - Creative Technology                                                                                     |                           | 1000     |            |
| E.T.S.V. Scintilla      | 9 september 1965  | Actief                         | Universiteit Twente - Elektrotechniek                                                                                         |                           | 650      |            |
| Sirius                  | 1977              | Actief                         | Universiteit Twente - Public Administration, European Studies, Gezondheidswetenschappen en Management, Society and Technology |                           |          |            |
| Studievereniging Stress | 21 mei 1974       | Actief                         | Universiteit Twente - International Business Administration en Technische Bedrijfskunde                                       | SEBO, CV5                 | 2.300    |            |
| W.T.S. Ideefiks         | 7 juni 1984       | Actief                         | Universiteit Twente - MSc Philosophy of Science, Technology and Society                                                       |                           | 70       |            |

## Rijksuniversiteit Groningen
| Vereniging                                               | Oprichtingsdatum | Status                | Doelgroep/Instituut                                                                                           | Koepelorganisatie/Netwerk                                                    | Ledental | Afbeelding |
| -------------------------------------------------------- | ---------------- | --------------------- | --- | ---------------------------------------------------------------------------- | -------- | ---------- |
| AIESEC                                                   |                  |                       | Rijksuniversiteit Groningen - Marketing & Management                                                          |                                                                              |          |            |
| ASCI                                                     |                  |                       | Rijksuniversiteit Groningen - Informatiekunde                                                                 |                                                                              |          |            |
| Atmos                                                    | 18 apr. 2019     | Actief                | Rijksuniversiteit Groningen - Energy & Environmental Sciences                                                 |                                                                              | 170      |            |
| Bachur                                                   | 1994             | Actief                | Rijksuniversiteit Groningen - Archeologie                                                                     |                                                                              |          |            |
| Boreas                                                   |                  |                       | Rijksuniversiteit Groningen - Griekse en Latijnse Taal en Cultuur                                             |                                                                              |          |            |
| Borrelgenootschap                                        |                  |                       | Rijksuniversiteit Groningen - Accountancy                                                                     |                                                                              |          |            |
| Clio                                                     |                  |                       | Rijksuniversiteit Groningen - International Relations & International Organization                            |                                                                              |          |            |
| Commotie                                                 |                  |                       | Rijksuniversiteit Groningen - Communicatiewetenschappen                                                       |                                                                              |          |            |
| Cover                                                    |                  |                       | Rijksuniversiteit Groningen - Artificial Intelligence, Computing Science, Computational Cognitive Science     |                                                                              |          |            |
| De Chemische Binding                                     |                  |                       | Rijksuniversiteit Groningen - Chemische Technologie, Scheikunde                                               |                                                                              |          |            |
| Diephuis                                                 |                  |                       | Rijksuniversiteit Groningen - Nederlands recht, Privaatrecht                                                  |                                                                              |          |            |
| Dorknoper                                                |                  | Actief                | Rijksuniversiteit Groningen - Juridische Bestuurskunde, Recht & Bestuur, Staats- en Bestuursrecht             | Landelijk Overlegorgaan Bestuurskundeverenigingen (LOB)                      |          |            |
| E. Pluribus Unum                                         |                  |                       | Rijksuniversiteit Groningen - American Studies                                                                |                                                                              |          |            |
| EBF                                                      |                  |                       | Rijksuniversiteit Groningen - Food & Business                                                                 |                                                                              |          |            |
| ESN Groningen                                            |                  |                       | Rijksuniversiteit Groningen - Fysiotherapie                                                                   |                                                                              |          |            |
| Esperia                                                  |                  |                       | Rijksuniversiteit Groningen - Europese Talen en Culturen                                                      |                                                                              |          |            |
| Frederik v/d Marck                                       |                  | Opgegaan in Dorknoper | Rijksuniversiteit Groningen - Nederlands recht, Staats- en bestuursrecht (publiekrecht)                       |                                                                              |          |            |
| Fysisch-Mathematische Faculteitsvereniging               |                  |                       | Rijksuniversiteit Groningen - Astronomie, Informatica, Kunstmatige Intelligentie, Natuurkunde, Wiskunde       |                                                                              |          |            |
| Gerardus van der Leeuw                                   |                  |                       | Rijksuniversiteit Groningen - Hanze Institute of Technology                                                   |                                                                              |          |            |
| GHD Ubbo Emmius                                          | 24 nov. 1936     | Actief                | Rijksuniversiteit Groningen - Geschiedenis                                                                    |                                                                              |          |            |
| GFE (Groninger Fiscale Eenheid)                          | 6 apr. 1982      | Actief                | Rijksuniversiteit Groningen - Fiscaal recht                                                                   |                                                                              |          |            |
| Groninger Levenswetenschappen Vereniging Idun            |                  |                       | Rijksuniversiteit Groningen - Biologie, Life, Science en Technology                                           |                                                                              |          |            |
| Gronings Technologen Dispuut Bernoulli                   |                  |                       | Rijksuniversiteit Groningen - Industrieel Product Ontwerpen / Human Technology                                |                                                                              |          |            |
| HCSA                                                     |                  |                       | Rijksuniversiteit Groningen - Honours College                                                                 |                                                                              |          |            |
| Ibn Battuta                                              |                  | Actief                | Rijksuniversiteit Groningen - Ruimtelijke wetenschappen                                                       |                                                                              |          |            |
| IFMSA                                                    | 4 jan. 2000      | Actief                | Rijksuniversiteit Groningen - HBO-ICT                                                                         |                                                                              |          |            |
| IK                                                       |                  |                       | Rijksuniversiteit Groningen - Technische Bedrijfskunde                                                        |                                                                              |          |            |
| IMAKA                                                    |                  |                       | Rijksuniversiteit Groningen - Personeel, Management & Organisatie                                             |                                                                              |          |            |
| JFV                                                      |                  |                       | Rijksuniversiteit Groningen - Rechtsgeleerdheid                                                               |                                                                              |          |            |
| LISA                                                     |                  |                       | Rijksuniversiteit Groningen - Recht & Informatica                                                             |                                                                              |          |            |
| MARUG                                                    |                  |                       | Rijksuniversiteit Groningen                                                                                   |                                                                              |          |            |
| Meander                                                  |                  |                       | Rijksuniversiteit Groningen                                                                                   |                                                                              |          |            |
| MESA                                                     | 22 feb. 2016     | Actief                | Rijksuniversiteit Groningen - Media Studies                                                                   |                                                                              | 200      |            |
| Multi                                                    |                  |                       | Rijksuniversiteit Groningen - Minorities and Multilingualism                                                  |                                                                              |          |            |
| Nexus                                                    |                  |                       | Rijksuniversiteit Groningen - Internationaal & Europees Recht                                                 |                                                                              |          |            |
| Odiom                                                    |                  |                       | Rijksuniversiteit Groningen                                                                                   |                                                                              |          |            |
| Pharmaciae Sacrum                                        | 12 dec. 1881     | Actief                | Rijksuniversiteit Groningen - Farmacie, Farmaceutische Wetenschappen                                          | Koninklijke Nederlandse Pharmaceutische Studentenvereniging                  |          |            |
| Professor Francken                                       |                  |                       | Rijksuniversiteit Groningen - Technische Natuurkunde                                                          |                                                                              | 1100     |            |
| RISK                                                     |                  |                       | Rijksuniversiteit Groningen                                                                                   |                                                                              |          |            |
| Studentengenootschap voor Onderneming & Recht (S.G.O.R.) | 29 okt. 1986     | Actief                | Rijksuniversiteit Groningen - Nederlands recht, Ondernemingsrecht, Arbeidsrecht, Intellectueel Eigendomsrecht |                                                                              | 250      |            |
| Siduri                                                   |                  |                       | Rijksuniversiteit Groningen - Midden-Oostenstudies                                                            |                                                                              |          |            |
| Simon v/d Aa                                             |                  |                       | Rijksuniversiteit Groningen - Nederlands recht, Strafrecht                                                    |                                                                              |          |            |
| Societas                                                 |                  |                       | Rijksuniversiteit Groningen - Sociologie                                                                      |                                                                              |          |            |
| Studiosi Mobilae                                         | 19 dec. 1985     | Actief                | Rijksuniversiteit Groningen - Bewegingswetenschappen                                                          | Landelijk Overleg Bewegingswetenschappen en Gezondheidswetenschappen (LOBEG) | 1200     |            |
| STUFF                                                    |                  |                       | Rijksuniversiteit Groningen                                                                                   |                                                                              |          |            |
| SV Nuts                                                  |                  |                       | Rijksuniversiteit Groningen                                                                                   |                                                                              |          |            |
| TBV Lugus                                                |                  |                       | Rijksuniversiteit Groningen - Technische Bedrijfskunde                                                        |                                                                              |          |            |
| Themis                                                   |                  |                       | Rijksuniversiteit Groningen - European Law School                                                             |                                                                              |          |            |
| VESTING                                                  |                  |                       | Rijksuniversiteit Groningen - Econometrics, Operations Research and Actuarial Studies                         |                                                                              |          |            |
| Vevonos                                                  | 12 nov. 1964     |                       | Rijksuniversiteit Groningen - Notarieel recht                                                                 | Broederschap der Notariële Studenten                                         |          |            |
| Vintres                                                  |                  |                       | Rijksuniversiteit Groningen - Internationaal & Europees Recht                                                 |                                                                              |          |            |
| VIP                                                      | 1981             | Actief                | Rijksuniversiteit Groningen - Psychologie                                                                     |                                                                              | 1600     |            |
| ZaZa Instituutsvereniging                                | 5 okt. 1992      | Actief                | Rijksuniversiteit Groningen - Nederlandse Taal & Cultuur                                                      |                                                                              |          |            |

## Universiteit Leiden
| Vereniging                                              | Oprichtingsdatum | Status                    | Doelgroep/Instituut | Koepelorganisatie/Netwerk                                                                      | Ledental | Afbeelding |
| ------------------------------------------------------- | ---------------- | ------------------------- | --- | ---------------------------------------------------------------------------------------------- | -------- | ---------- |
| L.P.S.V. „Aesculapius”                                  | 16 nov. 1885     | Actief                    | Universiteit Leiden - Bio-Farmaceutische Wetenschappen en Farmacie                                                                       | Koninklijke Nederlandse Pharmaceutische Studenten Vereniging                                   | 1200     |            |
| Albion Association                                      |                  | Actief                    | Universiteit Leiden - Engels |                                                                                                |          |            |
| Bestuurskundige Interfacultaire vereniging Leiden (BIL) | 22 mei 1985      | Actief                    | Universiteit Leiden - Bestuurskunde | Landelijk Overlegorgaan Bestuurskundeverenigingen                                              | 1250     |            |
| Broederschap der Notariële Studenten te Leiden          | 20 maart 1960    | Actief                    | Universiteit Leiden - Notarieel Recht | Broederschap der Notariële Studenten                                                           |          |            |
| Chemisch Dispuut Leiden                                 | 20 mei 1926      | Actief                    | Universiteit Leiden - Molecular science and technology & Chemistry                                                                       | Studenten Overleg Chemische Technologie en Chemie Koninklijke Nederlandse Chemische Vereniging | 500      |            |
| Collegium Classicum c.n. M.F.                           | 5 nov. 1913      | Actief                    | Universiteit Leiden - Griekse en Latijnse Taal en Cultuur                                                                                |                                                                                                | 60       |            |
| Corpus Delicti                                          | 21 juli 2003     | Actief                    | Universiteit Leiden - Criminologie |                                                                                                | 850      |            |
| De Leidsche Flesch                                      | 25 apr. 1923     | Actief                    | Universiteit Leiden - Natuurkunde, sterrenkunde, wiskunde en informatica                                                                 | Studenten Physica in Nederland, Wiskunde en Informatica Studieverenigingen Overleg             | 2200     |            |
| S.V.K. Dokkaebi                                         | 1 maart 2022     | Actief                    | Universiteit Leiden - Koreastudies |                                                                                                |          |            |
| ELSA Leiden                                             |                  | Actief                    | Universiteit Leiden - Rechten | European Law Students' Association                                                             | 700      |            |
| Emile                                                   |                  | Actief                    | Universiteit Leiden - Pedagogische wetenschappen                                                                                         |                                                                                                |          |            |
| EUreka                                                  |                  | Actief                    | Universiteit Leiden - Europese Unie Studies                                                                                              |                                                                                                |          |            |
| Fortuna                                                 |                  | Actief                    | Universiteit Leiden - Liberal Arts & Sciences (Campus Den Haag)                                                                          |                                                                                                |          |            |
| FDL Gibalaux                                            | 1993             | Actief                    | Universiteit Leiden - Franse taal en cultuur                                                                                             |                                                                                                |          |            |
| Societas Iuridica 'Grotius’                             | 16 nov. 1917     | Opgegaan in JFV Grotius   | Universiteit Leiden - Rechten |                                                                                                |          |            |
| JFV Grotius                                             | 16 nov. 1917     | Actief                    | Rijksuniversiteit Leiden - Rechten | Landelijk Overleg Juridische Faculteitsverenigingen                                            | 5000     |            |
| Historische Studievereniging Leiden (HSVL)              | 3 juli 1989      | Actief                    | Universiteit Leiden - Geschiedenis | Studenten Geschiedenis Nederland                                                               | 1600     |            |
| Interlatina                                             |                  | Actief                    | Universiteit Leiden - Latijns-Amerikastudies                                                                                             |                                                                                                |          |            |
| International Studies Student Association               |                  | Actief                    | Universiteit Leiden - MA International Studies                                                                                           |                                                                                                |          |            |
| Itiwana                                                 |                  | Actief                    | Universiteit Leiden - Antropologie |                                                                                                |          |            |
| Juridische Faculteit der Leidse studenten               |                  | Overgegaan in de V.J.S.L. | Rijksuniversiteit Leiden - Rechten |                                                                                                |          |            |
| Juridische Faculteitsvereniging Appèl                   | 1996             | Opgegaan in JFV Grotius   | Rijksuniversiteit Leiden - Rechten |                                                                                                |          |            |
| Kring der Psychologiestudenten                          | apr. 1948        | Opgegaan in Labyrint      | Rijksuniversiteit Leiden - Psychologie                                                                                                   |                                                                                                |          |            |
| Labyrint                                                | 30 juni 1994     | Actief                    | Universiteit Leiden - Psychologie |                                                                                                | 4000     |            |
| Leidse Biologen Club                                    | 28 november 1923 | Actief                    | Universiteit Leiden - Biologie |                                                                                                | 1000     |            |
| LIFE                                                    |                  | Actief                    | Universiteit Leiden - Life science and technology (i.s.m. Delft)                                                                         |                                                                                                |          |            |
| Leidse Kunsthistorische Vereniging                      |                  | Actief                    | Universiteit Leiden - Kunstgeschiedenis                                                                                                  |                                                                                                |          |            |
| Leidse Vereniging voor Bedrijfsrecht                    |                  | Actief                    | Universiteit Leiden - Bedrijfsrecht |                                                                                                |          |            |
| Medische Faculteit der Leidse Studenten                 | 1912             | Actief                    | Universiteit Leiden - Geneeskunde en biomedische wetenschappen                                                                           |                                                                                                | 2400     |            |
| Maktub                                                  | 25 nov. 2004     | Actief                    | Universiteit Leiden - Film- en literatuurwetenschap                                                                                      |                                                                                                |          |            |
| Mordenate College                                       | 4 nov. 1988      | Actief                    | Universiteit Leiden - Rechten |                                                                                                | 500      |            |
| MOST                                                    |                  | Actief                    | Universiteit Leiden - Russische studies (Slavistiek en Ruslandkunde)                                                                     |                                                                                                |          |            |
| L.S.A. Mugusa                                           | 17 maart 2023    | Actief                    | Universiteit Leiden - African Studies (BA, MA, ResMA) & alle studenten in Nederland met een interesse in Afrika                          |                                                                                                |          |            |
| Nexus                                                   | 4 nov. 1987      | Opgegaan in Labyrint      | Rijksuniversiteit Leiden - Psychologie                                                                                                   |                                                                                                |          |            |
| Nieuw Nederlands Peil                                   |                  | Actief                    | Universiteit Leiden - Nederlandse Taal en Cultuur, Neerlandistiek en Dutch Studies                                                       |                                                                                                |          |            |
| Pecunia non Olet                                        |                  | Actief                    | Universiteit Leiden - Fiscaal Recht |                                                                                                |          |            |
| Permai                                                  |                  | Actief                    | Universiteit Leiden - Indonesisch |                                                                                                |          |            |
| Dispuut Pleyte                                          | 6 juni 1975      | Actief                    | Universiteit Leiden - Oude Nabije Oostenstudies (voorheen Egyptologie)                                                                   |                                                                                                |          |            |
| Quisque Suis Viribus                                    | 19 feb. 1841     | Actief                    | Universiteit Leiden - Godsdienstwetenschappen                                                                                            |                                                                                                |          |            |
| Res Publica                                             |                  | Actief                    | Universiteit Leiden - Staats- en Bestuursrecht                                                                                           |                                                                                                |          |            |
| Sheherazade Leiden                                      |                  | Actief                    | Universiteit Leiden - Midden-Oostenstudies                                                                                               |                                                                                                |          |            |
| SBR Leiden                                              |                  | Actief                    | Universiteit Leiden - Recht & Bedrijfswetenschappen, Recht & Economie, International Business Law, Ondernemingsrecht en Financieel recht |                                                                                                |          |            |
| SOLeiden                                                |                  | Actief                    | Universiteit Leiden - Internationale ontwikkelingssamenwerking                                                                           |                                                                                                |          |            |
| Sophia Aeterna                                          | 21 maart 2012    | Actief                    | Universiteit Leiden - Griekse en Latijnse Taal en Cultuur                                                                                |                                                                                                |          |            |
| SPIL                                                    | 1981             | Actief                    | Universiteit Leiden - Politicologie | Platform voor Politicologen                                                                    | 1250     |            |
| Symposion                                               |                  | Actief                    | Universiteit Leiden - wijsbegeerte |                                                                                                |          |            |
| Studiekring over Strafrecht                             |                  | Actief                    | Universiteit Leiden - Straf- en strafprocesrecht                                                                                         |                                                                                                |          |            |
| SVS                                                     |                  | Actief                    | Universiteit Leiden - Sinologie |                                                                                                |          |            |
| L.V.S.J. Tanuki                                         | 14 februari 1982 | Actief                    | Universiteit Leiden - Japanstudies |                                                                                                | 550      |            |
| Terra                                                   |                  | Actief                    | Universiteit Leiden - Archeologie |                                                                                                |          |            |
| T.F.L.S.                                                |                  | Actief                    | Universiteit Leiden - Religiewetenschappen                                                                                               |                                                                                                |          |            |
| T.W.I.S.T.                                              |                  | Actief                    | Universiteit Leiden - Vergelijkende (Indo-Europese) taalwetenschap en algemene taalwetenschap                                            |                                                                                                |          |            |
| Vereniging voor Juridische Studenten te Leiden          | 9 apr. 1974      | Opgegaan in J.F.V. Appèl  | Rijksuniversiteit Leiden - Rechten |                                                                                                |          |            |
| VIML                                                    |                  | Actief                    | Universiteit Leiden - Internationaal Management                                                                                          |                                                                                                |          |            |

## Universiteit Maastricht
- SCOPE - Business en Economics
- Concordantia - European Studies
- DEMOS - Maastricht Graduate School of Governance
- EFM Academy - Economische Faculteit: International Business, Economics
- ELSA Maastricht - Rechten
- FIRST - Fiscaal recht en fiscale economie
- Gaius - Rechten
- IES Network - International Economic Studies en Infonomics
- Jurist in Bedrijf - Rechten
- Luna-tik - Psychologie
- Maastricht Students For Liberty - Filosofie, Politiek, Economie
- MSV Incognito - Kennistechnologie
- MSV Santé - Gezondheidswetenschappen
- Nobilis - Business School Notenboom
- Orakel - Cultuurwetenschappen
- JFV Ouranos - Faculteitsvereniging der Rechtsgeleerdheid.
- MSV Pulse - Geneeskunde
- SA Helix - Biomedische wetenschappen
- Asklepios - Arts-klinisch onderzoeker
- T.S.C. 'William Murdoch' - Technologie
- UCMSA Universalis - Liberal Arts and Sciences
- SCOPE Vectum - Econometrie

## Radboud Universiteit
| Vereniging                              | Oprichtingsdatum | Status      | Doelgroep/Instituut                                                                                         | Koepelorganisatie/Netwerk | Ledental | Afbeelding |
| --------------------------------------- | ---------------- | ----------- | --- | --- | -------- | ---------- |
| SV ¿Ouisí?                              | 2003             | Actief      | Radboud Universiteit Nijmegen - Romaanse Talen en Culturen                                                  | LETO, Vereniging Samenwerkings Overleg Faculteitsverenigingen                                                                                       |          |            |
| SV Argon                                | 2010             | Actief      | Radboud Universiteit Nijmegen - Psychologiemaster Work, Organisation and Health                             | Kompanio, Vereniging Samenwerkings Overleg Faculteitsverenigingen                                                                                   |          |            |
| Awaz                                    | 2005             | Actief      | Radboud Universiteit Nijmegen - Theologie; Religie, Politiek en Samenleving; Islam, Politiek en Samenleving | Vereniging Samenwerkings Overleg Faculteitsverenigingen                                                                                             |          |            |
| Babylon                                 | 1989             | Actief      | Radboud Universiteit Nijmegen - Communicatie- en Informatiewetenschappen                                    | LETO, Vereniging Samenwerkings Overleg Faculteitsverenigingen                                                                                       | 500      |            |
| B-Change                                | 2007             | Actief      | Radboud Universiteit Nijmegen - Psychologiemaster Behaviour Change                                          | Kompanio, Vereniging Samenwerkings Overleg Faculteitsverenigingen                                                                                   |          |            |
| BeeVee                                  | 25 april 1985    | Actief      | Radboud Universiteit Nijmegen - Biologie en Medische biologie                                               | Olympus, Vereniging Samenwerkings Overleg Faculteitsverenigingen                                                                                    |          |            |
| BOW                                     | 1992             | Actief      | Radboud Universiteit Nijmegen - Bestuurskunde                                                               | SVM, Vereniging Samenwerkings Overleg Faculteitsverenigingen                                                                                        |          |            |
| CognAC                                  | 1990             | Actief      | Radboud Universiteit Nijmegen - Artificial Intelligence                                                     | Olympus, Kompanio, Vereniging Samenwerkings Overleg Faculteitsverenigingen                                                                          |          |            |
| SV Den Geitenwollen Soc.                | 5 februari 1993  | Actief      | Radboud Universiteit Nijmegen - Sociologie                                                                  | Kompanio, Vereniging Samenwerkings Overleg Faculteitsverenigingen                                                                                   | 400      |            |
| WSV Desda                               | 16 april 1986    | Actief      | Radboud Universiteit Nijmegen - Wiskunde                                                                    | Olympus, Wiskunde en Informatica Studieverenigingen Overleg, Vereniging Samenwerkings Overleg Faculteitsverenigingen                                |          |            |
| Deutscher Verein Nimwegen               | 2010             | Actief      | Radboud Universiteit Nijmegen - Duitse Taal en Cultuur                                                      | LETO, Vereniging Samenwerkings Overleg Faculteitsverenigingen                                                                                       |          |            |
| Dondrite                                | 2017             | Actief      | Radboud Universiteit Nijmegen - Psychologiemaster Cognitive Neuroscience                                    | Vereniging Samenwerkings Overleg Faculteitsverenigingen                                                                                             |          |            |
| NCSV Dr. Nico Muller                    | 1966             | Actief      | Radboud Universiteit Nijmegen - Criminologie en Strafrecht                                                  | Vereniging Samenwerkings Overleg Faculteitsverenigingen                                                                                             |          |            |
| ELSA Nijmegen                           |                  | Actief      | Radboud Universiteit Nijmegen - Rechten                                                                     | Vereniging Samenwerkings Overleg Faculteitsverenigingen                                                                                             |          |            |
| NSO Eques                               |                  | Actief      | Radboud Universiteit Nijmegen - Ondernemingsrecht                                                           | Vereniging Samenwerkings Overleg Faculteitsverenigingen                                                                                             |          |            |
| ESV                                     | 1989             | Actief      | Radboud Universiteit Nijmegen - Economie                                                                    | SVM, Vereniging Samenwerkings Overleg Faculteitsverenigingen                                                                                        |          |            |
| GSV Excalibur                           | 29 februari 1984 | Actief      | Radboud Universiteit Nijmegen - Geschiedenis                                                                | LETO, Vereniging Samenwerkings Overleg Faculteitsverenigingen                                                                                       |          |            |
| SV Halo                                 | 2010             | Actief      | Radboud Universiteit Nijmegen - Psychologiemaster Gezondheidszorgpsychologie                                | Vereniging Samenwerkings Overleg Faculteitsverenigingen                                                                                             |          |            |
| IFMSA-Nijmegen                          |                  | Actief      | Radboud Universiteit Nijmegen - Internationale Medische Studenten                                           | |          |            |
| FSV In Fiscalibus                       | 2009             | Actief      | Radboud Universiteit Nijmegen - Fiscaal Recht                                                               | Vereniging Samenwerkings Overleg Faculteitsverenigingen                                                                                             |          |            |
| InTenS                                  | 2003 (1991)      | Actief      | Radboud Universiteit Nijmegen - Taalwetenschap                                                              | LETO, Vereniging Samenwerkings Overleg Faculteitsverenigingen                                                                                       |          |            |
| ismus                                   | 11 januari 2002  | Actief      | Radboud Universiteit Nijmegen - Politicologie                                                               | SVM, Vereniging Samenwerkings Overleg Faculteitsverenigingen, Platform voor Politicologen, International Association for Political Science Students |          |            |
| JFV Nijmegen                            | 27 februari 1927 | Actief      | Radboud Universiteit Nijmegen - Rechten                                                                     | Vereniging Samenwerkings Overleg Faculteitsverenigingen                                                                                             | 3000     |            |
| KNUS                                    | 2003             | Actief      | Radboud Universiteit Nijmegen - Algemene Cultuurwetenschappen                                               | LETO, Vereniging Samenwerkings Overleg Faculteitsverenigingen                                                                                       | 160      |            |
| Leonardo da Vinci                       | 2003             | Actief      | Radboud Universiteit Nijmegen - Natuurwetenschappen en science                                              | Olympus, Vereniging Samenwerkings Overleg Faculteitsverenigingen                                                                                    | 250      |            |
| Maizena                                 | 2005             | Actief      | Radboud Universiteit Nijmegen - Psychologie Research Master Behavioural Science                             | Kompanio, Vereniging Samenwerkings Overleg Faculteitsverenigingen                                                                                   |          |            |
| SV Marie Curie                          | 25 november 1977 | Actief      | Radboud Universiteit Nijmegen - Natuur- en Sterrekunde                                                      | Olympus, Vereniging Samenwerkings Overleg Faculteitsverenigingen                                                                                    |          |            |
| MFVN                                    | 18 februari 1952 | Actief      | Radboud Universiteit Nijmegen - Geneeskunde en Biomedische Wetenschappen                                    | Vereniging Samenwerkings Overleg Faculteitsverenigingen                                                                                             |          |            |
| Mosaic                                  | 2013             | Onduidelijk | Radboud Universiteit Nijmegen - Research Master Social and Cultural Science                                 | |          |            |
| Mundus                                  | 28 augustus 2001 | Actief      | Radboud Universiteit Nijmegen - Geografie, Planologie en Milieu                                             | SVM, Vereniging Samenwerkings Overleg Faculteitsverenigingen                                                                                        | 800      |            |
| Mycelium                                | 24 mei 1989      | Actief      | Radboud Universiteit Nijmegen - Communicatiewetenschap                                                      | Kompanio, Vereniging Samenwerkings Overleg Faculteitsverenigingen                                                                                   | 400      |            |
| Neuro Nijmegen                          | 2022             | Actief      | Radboud Universiteit Nijmegen - Geneeskunde en Biomedische Wetenschappen                                    | |          |            |
| NSV Nota Bene                           | 13 maart 1960    | Actief      | Radboud Universiteit Nijmegen - Notarieel Recht                                                             | Broederschap der Notariële Studenten, Vereniging Samenwerkings Overleg Faculteitsverenigingen                                                       |          |            |
| NSHV                                    | 4 januari 2011   | Actief      | Radboud Universiteit Nijmegen - Honoursstudenten                                                            | Dutch Honours Community | 200      |            |
| Organisatie Studenten Kunstgeschiedenis | 1977             | Actief      | Radboud Universiteit Nijmegen - Kunstgeschiedenis                                                           | LETO, Vereniging Samenwerkings Overleg Faculteitsverenigingen                                                                                       |          |            |
| Postelein                               | 21 juni 1995     | Actief      | Radboud Universiteit Nijmegen - Pedagogische Wetenschappen (PWO en PWPO), RU/HAN - ALPO                     | Kompanio, Vereniging Samenwerkings Overleg Faculteitsverenigingen                                                                                   | 1400     |            |
| Pleitgenootschap Rota Carolina          | 1 januari 1991   | Actief      | Radboud Universiteit Nijmegen - Rechten                                                                     | Vereniging Samenwerkings Overleg Faculteitsverenigingen                                                                                             |          |            |
| NJHV Sapere Audere                      |                  | Actief      | Radboud Universiteit Nijmegen - Honoursprogramma Law Extra                                                  | Vereniging Samenwerkings Overleg Faculteitsverenigingen                                                                                             |          |            |
| NJHV Semper Lex                         |                  | Actief      | Radboud Universiteit Nijmegen - Honoursprogramma Law in Action                                              | Vereniging Samenwerkings Overleg Faculteitsverenigingen                                                                                             |          |            |
| VCMW Sigma                              | 1977             | Actief      | Radboud Universiteit Nijmegen - Moleculaire Wetenschappen                                                   | Olympus, Vereniging Samenwerkings Overleg Faculteitsverenigingen                                                                                    |          |            |
| Sodalicium Classicum Noviomagense       | 26 februari 1929 | Actief      | Radboud Universiteit Nijmegen - Griekse en Latijnse taal en cultuur                                         | LETO, Vereniging Samenwerkings Overleg Faculteitsverenigingen                                                                                       |          |            |
| FC Sophia                               | 1989             | Actief      | Radboud Universiteit Nijmegen - Filosofie en Philosophy, Politics and Society                               | Vereniging Samenwerkings Overleg Faculteitsverenigingen                                                                                             |          |            |
| SPiN                                    | 2008             | Actief      | Radboud Universiteit Nijmegen - Bachelor Psychologie                                                        | Kompanio, Vereniging Samenwerkings Overleg Faculteitsverenigingen                                                                                   |          |            |
| Students International Law Association  | 2010             | Onduidelijk | Radboud Universiteit Nijmegen - Internationaal Recht                                                        | |          |            |
| SVN                                     | 1982             | Actief      | Radboud Universiteit Nijmegen - Nederlandse Taal en Cultuur                                                 | LETO, Vereniging Samenwerkings Overleg Faculteitsverenigingen                                                                                       | 150      |            |
| Synergy                                 | 1990             | Actief      | Radboud Universiteit Nijmegen - Bedrijfskunde, Business Administration en Recht & Management                | SVM, Vereniging Samenwerkings Overleg Faculteitsverenigingen                                                                                        | 2300     |            |
| T.E.A. The English Association          | 2 april 1982     | Actief      | Radboud Universiteit Nijmegen - Engelse Taal en Cultuur                                                     | LETO, Vereniging Samenwerkings Overleg Faculteitsverenigingen                                                                                       |          |            |
| TFV Nijmegen                            | 19 december 1963 | Actief      | Radboud Universiteit Nijmegen - Tandheelkunde, Hogeschool van Arnhem en Nijmegen - Mondzorgkunde            | Vereniging Samenwerkings Overleg Faculteitsverenigingen                                                                                             | 550      |            |
| Thalia                                  | 7 november 1990  | Actief      | Radboud Universiteit Nijmegen - Computing Science                                                           | Olympus, Vereniging Samenwerkings Overleg Faculteitsverenigingen, Wiskunde en Informatica Studieverenigingen Overleg                                |          |            |
| Umoja                                   | 2006             | Actief      | Radboud Universiteit Nijmegen - Culturele Antropologie en Ontwikkelingsstudies                              | Kompanio, Vereniging Samenwerkings Overleg Faculteitsverenigingen                                                                                   |          |            |
| USA Nijmegen                            | 1989             | Actief      | Radboud Universiteit Nijmegen - American Studies                                                            | LETO, Vereniging Samenwerkings Overleg Faculteitsverenigingen                                                                                       |          |            |
| VCMS Nijmegen                           |                  | Actief      | Radboud Universiteit Nijmegen - Geneeskunde                                                                 | |          |            |
| VECTOR Nijmegen                         | 2021             | Actief      | Radboud Universiteit Nijmegen - Geneeskunde                                                                 | |          |            |

## Erasmus Universiteit Rotterdam
| Vereniging                                                         | Oprichtingsdatum | Status         | Doelgroep/Instituut                                                                                                | Koepelorganisatie/Netwerk                                                                 | Ledental | Afbeelding |
| ------------------------------------------------------------------ | ---------------- | -------------- | --- | ----------------------------------------------------------------------------------------- | -------- | ---------- |
| ACE                                                                | februari 1982    | Actief         | Erasmus Universiteit Rotterdam - Geschiedenis, media en communicatiewetenschappen en algemene cultuurwetenschappen |                                                                                           | 800      |            |
| AEclipse                                                           |                  | Actief         | Erasmus Universiteit Rotterdam - Algemene economie                                                                 |                                                                                           |          |            |
| AIESEC Rotterdam                                                   |                  | Actief         | Erasmus Universiteit Rotterdam                                                                                     | Association Internationale des Étudiants en Sciences Économiques et Commerciales (AIESEC) |          |            |
| Astrea                                                             |                  | Actief         | Erasmus Universiteit Rotterdam - Erasmus Honours Law College                                                       |                                                                                           |          |            |
| Sociale Faculteitsvereniging Cedo Nulli                            | 29 augustus 1979 | Actief         | Erasmus Universiteit Rotterdam - Psychologie, sociologie, bestuurskunde en pedagogische wetenschappen              |                                                                                           | 1750     |            |
| Rotterdamse Fiscalisten Vereniging Christiaanse-Taxateur           | 1993             | Actief         | Erasmus Universiteit Rotterdam - Fiscaal recht en fiscale economie                                                 |                                                                                           | 850      |            |
| Criminologie In Actie (CIA)                                        | 2001             | Actief         | Erasmus Universiteit Rotterdam - Criminologie                                                                      |                                                                                           |          |            |
| ENACTUS Erasmus University Rotterdam                               | 2007             | Actief         | Erasmus Universiteit Rotterdam - Ondernemerschap                                                                   |                                                                                           |          |            |
| Erasmus Centre for Entrepreneurship (ECE)                          | 2013             | Actief         | Erasmus Universiteit Rotterdam - Ondernemerschap                                                                   |                                                                                           |          |            |
| Economische Faculteitsvereniging Rotterdam (EFR)                   | 1925             | Actief         | Erasmus Universiteit Rotterdam - Economie                                                                          |                                                                                           | 6000     |            |
| ELSA Rotterdam                                                     | 16 mei 1990      | Actief         | Erasmus Universiteit Rotterdam - Rechtsgeleerdheid                                                                 | European Law Students' Association                                                        |          |            |
| Wijsgerige Faculteitsvereniging ERA                                | 1986             | Actief         | Erasmus Universiteit Rotterdam - Wijsbegeerte                                                                      |                                                                                           |          |            |
| FAECTOR                                                            |                  | Actief         | Erasmus Universiteit Rotterdam - Econometrie                                                                       |                                                                                           | 1800     |            |
| Financiële Studievereniging Rotterdam (FSR)                        | 1999             | Actief         | Erasmus Universiteit Rotterdam - Financiën, accounting en controlling                                              |                                                                                           | 2500     |            |
| GreenEUR                                                           | 2009             | Actief         | Erasmus Universiteit Rotterdam - Interfacultair                                                                    |                                                                                           |          |            |
| HonEURs Alumni Vereniging                                          | 2008             | Actief         | Erasmus Universiteit Rotterdam - Interfacultair                                                                    |                                                                                           | 600      |            |
| In Duplo                                                           | 1999             | Actief         | Erasmus Universiteit Rotterdam - Mr.drs.-studenten (combinatie rechtsgeleerdheid en economie of bedrijfskunde)     |                                                                                           | 1000     |            |
| Juridische Faculteitsvereniging Rotterdam (JFR)                    | 1963             | Actief         | Erasmus Universiteit Rotterdam - Rechtsgeleerdheid                                                                 |                                                                                           | 4500     |            |
| Marketing Association EUR (MAEUR)                                  | 1969             | Actief         | Erasmus Universiteit Rotterdam - Marketing                                                                         |                                                                                           | 1200     |            |
| Medische Faculteitsvereniging Rotterdam (MFVR)                     | 10 april 1967    | Actief         | Erasmus Universiteit Rotterdam - Geneeskunde                                                                       |                                                                                           | 2200     |            |
| New Fashion Society (NFS)                                          |                  | Actief         | Erasmus Universiteit Rotterdam - Interfacultair                                                                    |                                                                                           |          |            |
| Rotterdam Consulting Club (RCC)                                    |                  | Actief         | Erasmus Universiteit Rotterdam - Consulting                                                                        |                                                                                           |          |            |
| RSM Student Representation                                         | 1985             | Actief         | Erasmus Universiteit Rotterdam - Bedrijfskunde                                                                     |                                                                                           |          |            |
| Study Association Behavioural Economics Rotterdam (SABER)          |                  | Actief         | Erasmus Universiteit Rotterdam - Gedragseconomie                                                                   |                                                                                           |          |            |
| Stichting Belastingwinkel Rotterdam (SBR)                          | 1975             | Actief         | Erasmus Universiteit Rotterdam - Fiscaal recht en fiscale economie                                                 |                                                                                           |          |            |
| Faculty Association SHARE                                          | 1983             | Actief         | Erasmus Universiteit Rotterdam - Beleid en management in de gezondheidszorg                                        |                                                                                           |          |            |
| Solve Consulting Rotterdam                                         | 2007             | Actief         | Erasmus Universiteit Rotterdam - Consulting                                                                        |                                                                                           |          |            |
| Study Association Rotterdam School of Management (STAR)            | 27 mei 1977      | Actief         | Erasmus Universiteit Rotterdam - Bedrijfskunde, management, financiën en accounting                                |                                                                                           | 6500     |            |
| Transito                                                           |                  | Actief         | Erasmus Universiteit Rotterdam - Stedelijke, haven- en transporteconomie                                           |                                                                                           |          |            |
| VRiSBI - Vereniging Rotterdamse Studenten Bestuurlijke Informatica | 23 februari 1990 | Opgeheven 2013 | Erasmus Universiteit Rotterdam - Economie en informatica (voorheen Bestuurlijke Informatica)                       |                                                                                           |          |            |

## Tilburg University
| Vereniging                | Oprichtingsdatum | Status | Doelgroep/Instituut                                             | Koepelorganisatie/Netwerk | Ledenaantal | Afbeelding |
| ------------------------- | ---------------- | ------ | --------------------------------------------------------------- | ------------------------- | ----------- | ---------- |
| Academic Business Club    |                  | Actief | Tilburg Universiteit - Ondernemerschap                          |                           |             |            |
| Ad Interim                |                  | Actief | Tilburg Universiteit - Theologie                                |                           |             |            |
| Animo                     |                  |        | Tilburg Universiteit - Algemene Cultuurwetenschappen            |                           |             |            |
| ASSET                     | 2008             | Actief | Tilburg Universiteit - School of Economics and Management       |                           | 5800        |            |
| Cinema                    |                  |        |                                                                 |                           |             |            |
| Complex                   | 1993             | Actief | Tilburg Universiteit - Psychologie                              |                           |             |            |
| D.S.A. Pattern            |                  | Actief | Tilburg Universiteit - Data Science                             |                           |             |            |
| Extra Muros               |                  |        | Tilburg Universiteit - Liberal Arts and Sciences                |                           |             |            |
| ELSA Tilburg              |                  |        | Tilburg Universiteit - Law School                               |                           |             |            |
| FLOW                      |                  | Actief | Tilburg Universiteit - Communicatie- en informatiewetenschappen |                           |             |            |
| INPUT                     |                  |        | Tilburg Universiteit - Personeelswetenschappen                  |                           |             |            |
| Magister JFT              |                  | Actief | Tilburg Universiteit - Law School                               |                           |             |            |
| Media Vita                |                  |        | Tilburg Universiteit - Theologie                                |                           |             |            |
| Sapientia Ludenda         |                  |        | Tilburg Universiteit - Filosofie                                |                           |             |            |
| POLIS                     |                  | Actief | Tilburg Universiteit - Organisatiewetenschappen                 |                           |             |            |
| T.F.V. ''De Smeetskring'' |                  | Actief | Tilburg Universiteit - School of Economics and Management       |                           |             |            |
| Versot                    | 1989             | Actief | Tilburg Universiteit - Sociologie                               |                           |             |            |
| STAI                      |                  |        |                                                                 |                           |             |            |

## Universiteit Utrecht
| Vereniging                                                  | Oprichtingsdatum | Status | Doelgroep/Instituut                                                           | Koepelorganisatie/Netwerk                    | Ledental | Afbeelding |
| ----------------------------------------------------------- | ---------------- | ------ | ----------------------------------------------------------------------------- | -------------------------------------------- | -------- | ---------- |
| A-Eskwadraat                                                | 10 feb. 1971     |        | Universiteit Utrecht - Natuurkunde, wiskunde, informatica en informatiekunde  | VIDIUS, WISO, SPIN en SNiC                   |          |            |
| Ad informandum                                              |                  |        | Universiteit Utrecht - Strafrecht en Criminologie                             | VIDIUS                                       |          |            |
| Adelante                                                    | 2012             |        | Universiteit Utrecht - Spaanse Taal en Cultuur                                | VIDIUS, SVO Geesteswetenschappen             |          |            |
| AKT                                                         | 9 mei 1980       |        | Universiteit Utrecht - Media en cultuur                                       | VIDIUS, SVO Geesteswetenschappen             | 500+     |            |
| S.V. Aladdin                                                | 8 juli 2015      |        | Universiteit Utrecht - Religiewetenschappen                                   | VIDIUS, SVO Geesteswetenschappen             |          |            |
| Albion                                                      | 1959             |        | Universiteit Utrecht - Engelse Taal en Cultuur                                | VIDIUS, SVO Geesteswetenschappen             |          |            |
| U.P.V. Alcmaeon                                             | 6 juni 1990      |        | Universiteit Utrecht - Psychologie                                            | VIDIUS                                       |          |            |
| Alias                                                       |                  |        | Universiteit Utrecht - Taal- en cultuurstudies                                | VIDIUS, SVO Geesteswetenschappen             | 300+     |            |
| U.L.S.V. Amino                                              | 14 mei 2018      |        | Universiteit Utrecht - Molecular Life Sciences                                | VIDIUS                                       | 250+     |            |
| Archaeopteryx                                               |                  |        | Universiteit Utrecht - Veterinaire studies vogels en bijzondere dieren        | VIDIUS                                       |          |            |
| SV Aladdin                                                  | 8 juli 2015      |        | Universiteit Utrecht - Islam & Arabisch, Religiewetenschappen                 | VIDIUS, SVO Geesteswetenschappen             |          |            |
| Stichting Art                                               | 17 mei 1983      |        | Universiteit Utrecht - Kunstgeschiedenis                                      | VIDIUS, SVO Geesteswetenschappen             | 200+     |            |
| SV Asterix                                                  |                  |        | Universiteit Utrecht - Keltische talen en cultuur                             | VIDIUS, SVO Geesteswetenschappen             |          |            |
| Atlas                                                       | 21 maart 2005    |        | Universiteit Utrecht - Liberal Arts & Sciences                                | VIDIUS, SVO Geesteswetenschappen             | 750+     |            |
| Aufschwung                                                  | 9 dec. 2004      |        | Universiteit Utrecht - Duitse Taal en Cultuur                                 | VIDIUS, SVO Geesteswetenschappen             |          |            |
| Awater                                                      | 10 juni 1994     |        | Universiteit Utrecht - Nederlandse Taal en Cultuur                            | VIDIUS                                       |          |            |
| Babel                                                       |                  |        | Universiteit Utrecht - Taalwetenschap                                         | VIDIUS, SVO Geesteswetenschappen             |          |            |
| USNW Brainwave                                              |                  |        | Universiteit Utrecht - Cognitieve neurologische psychologie                   | VIDIUS                                       |          |            |
| SVF Cercle                                                  |                  |        | Universiteit Utrecht - Franse Taal en Cultuur                                 | VIDIUS, SVO Geesteswetenschappen             |          |            |
| SV Contact                                                  | 3 apr. 2001      |        | Universiteit Utrecht - Communicatie- en informatiewetenschappen               | VIDIUS, SVO Geesteswetenschappen             | 500+     |            |
| Djembé                                                      |                  |        | Universiteit Utrecht - Culturele Antropologie & Ontwikkelingssociologie       | VIDIUS                                       |          |            |
| D.S.K.                                                      |                  |        | Universiteit Utrecht - Diergeneeskunde                                        | VIDIUS                                       |          |            |
| ECU '92                                                     | 1992             |        | Universiteit Utrecht - Economie en bedrijfseconomie                           | VIDIUS                                       | ±1800    |            |
| EGEA Utrecht                                                |                  |        | Universiteit Utrecht - Geowetenschappen                                       | EGEA                                         |          |            |
| Enactus                                                     |                  |        | University College Utrecht                                                    | VIDIUS                                       |          |            |
| Euphorion                                                   |                  |        | Universiteit Utrecht - Literatuurwetenschappen                                | VIDIUS, SVO Geesteswetenschappen             | 200+     |            |
| S.V. Eureka                                                 | 2016             |        | Universiteit Utrecht - Honoursprogramma Geesteswetenschappen                  | VIDIUS, SVO Geesteswetenschappen             |          |            |
| Faculteitsvereniging van Utrechtse Filosofiestudenten       | 2 mei 1978       |        | Universiteit Utrecht - Wijsbegeerte                                           | VIDIUS, SVO Geesteswetenschappen             | 350+     |            |
| Firapeel                                                    |                  |        | Universiteit Utrecht - Mediavistiek                                           |                                              |          |            |
| NWSV Helix                                                  |                  |        | Universiteit Utrecht - Science & Innovation management                        | VIDIUS                                       |          |            |
| Hucbald                                                     | 1941             |        | Universiteit Utrecht - Muziekwetenschap                                       | VIDIUS, SVO Geesteswetenschappen             | ±100     |            |
| Incognito                                                   | 6 dec. 1990      |        | Universiteit Utrecht - (Cognitieve) Kunstmatige Intelligentie                 | VIDIUS, SVO Geesteswetenschappen             | 500+     |            |
| Juridische Studenten Vereniging te Utrecht (JSVU)           | 02 februari 1968 | Actief | Universiteit Utrecht - Rechtsgeleerdheid                                      | VIDIUS                                       | 3500+    |            |
| M.B.V. Mebiose                                              |                  |        | Universiteit Utrecht - Biomedische wetenschappen                              | VIDIUS, BMSO                                 |          |            |
| Metis                                                       | 2017             |        | Universiteit Utrecht - Philosophy, Politics & Economics                       | VIDIUS, SVO Geesteswetenschappen             | 200+     |            |
| Molengraaff Dispuut                                         |                  |        | Universiteit Utrecht - Privaatrecht                                           | VIDIUS                                       |          |            |
| PAP                                                         |                  |        | Universiteit Utrecht - Pedagogische wetenschappen                             | VIDIUS                                       |          |            |
| Perikles                                                    |                  |        | Universiteit Utrecht - Bestuurs- en organisatiewetenschap                     | VIDIUS                                       |          |            |
| Pleitgenootschap Eggens                                     |                  |        | Universiteit Utrecht - Rechten                                                | VIDIUS                                       |          |            |
| Politeia                                                    |                  |        | Universiteit Utrecht - Staats- en bestuursrecht                               | VIDIUS                                       |          |            |
| U.S.S. Proton                                               | 1986             |        | Universiteit Utrecht - Scheikunde                                             | VIDIUS, SOCTeC                               | 150      |            |
| Salvius Julianus                                            |                  |        | Universiteit Utrecht - Rechtsgeschiedenis en rechtsfilosofie                  |                                              |          |            |
| MSFU "Sams"                                                 |                  |        | Universiteit Utrecht - Geneeskunde                                            | VIDIUS                                       |          |            |
| Scientia Fundus                                             |                  |        | Universiteit Utrecht - Fysiotherapiewetenschappen                             |                                              |          |            |
| Sirius                                                      |                  |        | Universiteit Utrecht - Utrecht Law College                                    | VIDIUS                                       |          |            |
| SPS NIP                                                     |                  |        | Universiteit Utrecht - Psychologie                                            |                                              |          |            |
| Sticky                                                      |                  |        | Universiteit Utrecht - Informatica en Informatiekunde                         | VIDIUS                                       |          |            |
| Storm                                                       | 12 dec. 1991     |        | Universiteit Utrecht - Global Sustainability Science                          | VIDIUS                                       | ± 1300   |            |
| StudentenGroep Sociale wetenschappen                        |                  |        | Universiteit Utrecht - Sociale wetenschappen                                  | VIDIUS                                       |          |            |
| Tilia                                                       |                  |        | Universiteit Utrecht - Utrecht Law College                                    | VIDIUS                                       |          |            |
| U.A.V.                                                      |                  |        | Universiteit Utrecht - Aardwetenschappen                                      |                                              |          |            |
| CS Ubuntu                                                   | 9 juni 2011      |        | Universiteit Utrecht - Conflict Studies & Human Rights                        | VIDIUS, SVO Geesteswetenschappen             |          |            |
| Unitas Pharmaceuticorum                                     | 1894             |        | Universiteit Utrecht - Farmacie & College of Pharmaceutical Sciences          | VIDIUS                                       |          |            |
| University College Utrecht Community                        |                  |        | University College Utrecht                                                    | VIDIUS                                       |          |            |
| Urios                                                       |                  |        | Universiteit Utrecht - studievereniging voor Internationaal- en Europeesrecht | VIDIUS                                       |          |            |
| Usocia                                                      |                  |        | Universiteit Utrecht - Sociologie                                             | VIDIUS                                       |          |            |
| U.S.V.I. Etna                                               |                  |        | Universiteit Utrecht - Italiaanse taal en cultuur                             | VIDIUS                                       |          |            |
| Utrechtse Aardwetenschappen Vereniging                      | 1946             |        | Universiteit Utrecht - studievereniging voor Internationaal- en Europeesrecht | VIDIUS                                       |          |            |
| Utrechtse Biologen Vereniging                               | 19 feb. 1924     |        | Universiteit Utrecht - Biologie                                               | VIDIUS                                       | ±1900    |            |
| Utrechtse Historische Studentenkring                        | 5 maart 1926     | VIDIUS | Universiteit Utrecht - Geschiedenis                                           | VIDIUS, SVO Geesteswetenschappen             | 1500+    |            |
| Vereniging van Utrechtse Geografie Studenten                | 1922             |        | Universiteit Utrecht - Geografie                                              | VIDIUS                                       | 700+     |            |
| Veterinary Students' Association                            |                  |        | Universiteit Utrecht - Diergeneeskunde                                        |                                              |          |            |
| Verenigde Onderwijskunde Commissies der Utrechtse Studenten |                  |        | Universiteit Utrecht - Onderwijskunde & ALPO                                  | VIDIUS                                       |          |            |
| SV Versatile                                                |                  |        | Universiteit Utrecht - Algemene Sociale Wetenschappen                         | VIDIUS                                       |          |            |
| Vevanos                                                     | 6 apr. 1933      |        | Universiteit Utrecht - Notarieel Recht                                        | Broederschap der Notariële Studenten, VIDIUS |          |            |

## Universiteit voor Humanistiek
- Studievereniging voor Humanistiek - Humanistiek

## Middelburg:University College Roosevelt
- Roosevelt All Student Association - Liberal Arts and Sciences

## Wageningen University
- Apollo - Gezondheid en Maatschappij
- Aktief Slip - Milieuwetenschappen
- M.S.V. Alchimica - Moleculaire Levenswetenschappen
- BVW Biologica - Biologie
- CODON - Biotechnologie
- Di-Et-Tri - Voeding en gezondheid
- Genius Loci - Landschapsarchitectuur en ruimtelijke planning
- Heeren XVII - Agrotechnologie
- Ipso Facto - Internationale Ontwikkelingsstudies, Communicatiewetenschappen
- Mercurius Wageningen - Bedrijfs- en consumentenwetenschappen, Economie en Beleid
- Nicolas Appert - food technology
- Nitocra - International land and water management
- Pyrus - Bodem, water, atmosfeer
- Semper Florens - Plantenwetenschappen, Plant Biotechnologie en Biologische Landbouw
- Studentenoverleg Ecologische Landbouw - Biologische productiewetenschappen
- Studievereniging "De Veetelers" - Dierwetenschappen
- WSBV Sylvatica - Bos- en Natuurbeheer
- MADE IT - Metropolitan Analysis Design and Engineering

## Nyenrode Business Universiteit
- Nieuwe Compagnie van Verre - Economie